# ベノイストXIV

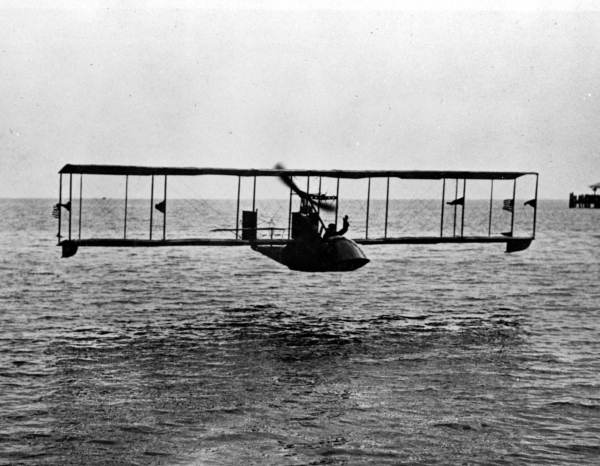
Benoist XIV

ベノイスト14（Benoist XIV：ベンワーまたはベンイーストとも発音する）飛行艇は、世界で初めて定期航空便として運行されたアメリカ合衆国の飛行艇である。トニー・ジェーナス（Antony H. Jannus）の操縦によって、1914年1月1日から、アメリカ合衆国のフロリダ州セントピーターズバーグとタンパの間の約35kmほどを20分でタンパ湾を横断する日2便の定期航空路となった。
トーマス・ベノイスト（Thomas W. Benoist）によって製作された。セントピータースバーク市と$2,400で契約し、定期便を発足させた。華々しくスタートし4ヶ月間に1,200人ほどを事故もなく運んだ。乗客1人の機体で片道5$ばかりの運賃では商業的に成立はしていないが、航空史に残った。

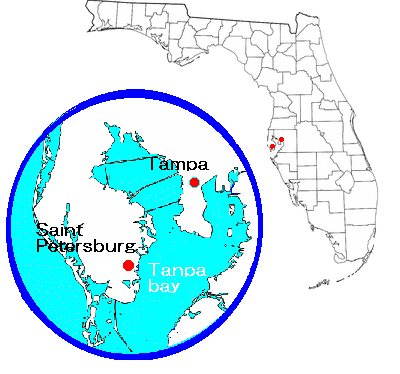
ベノイスト14が飛んだ場所

## 要目
- 全巾：13.4m
- 全長：7.9m
- 自重:567Kg
- エンジン；直列6気筒 75hp
- 最高速度：103km/h
- 航続距離：280km
- 乗員：1名
- 乗客：1名